# Dorfkirche Bäbelin

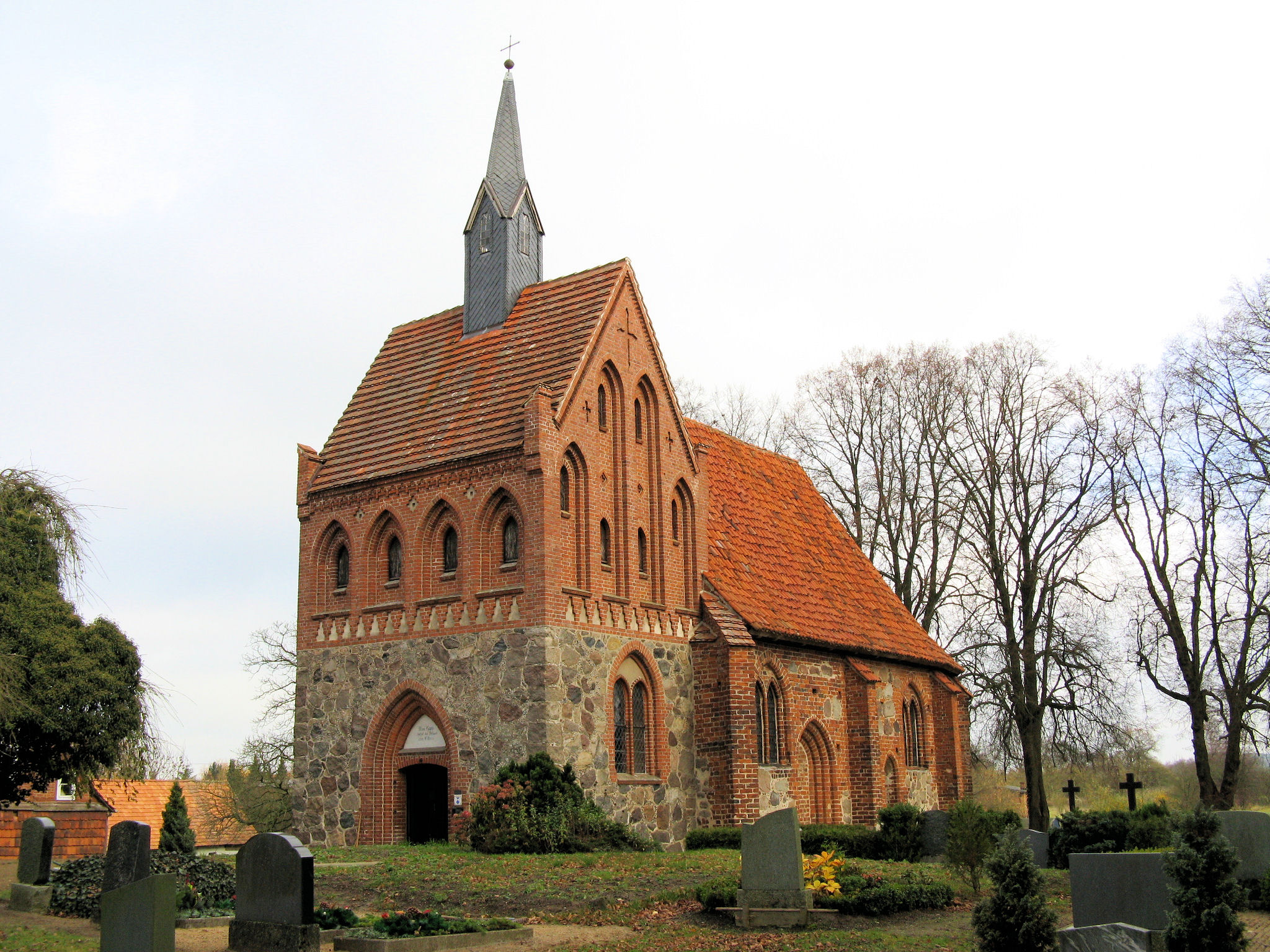
Dorfkirche Bäbelin

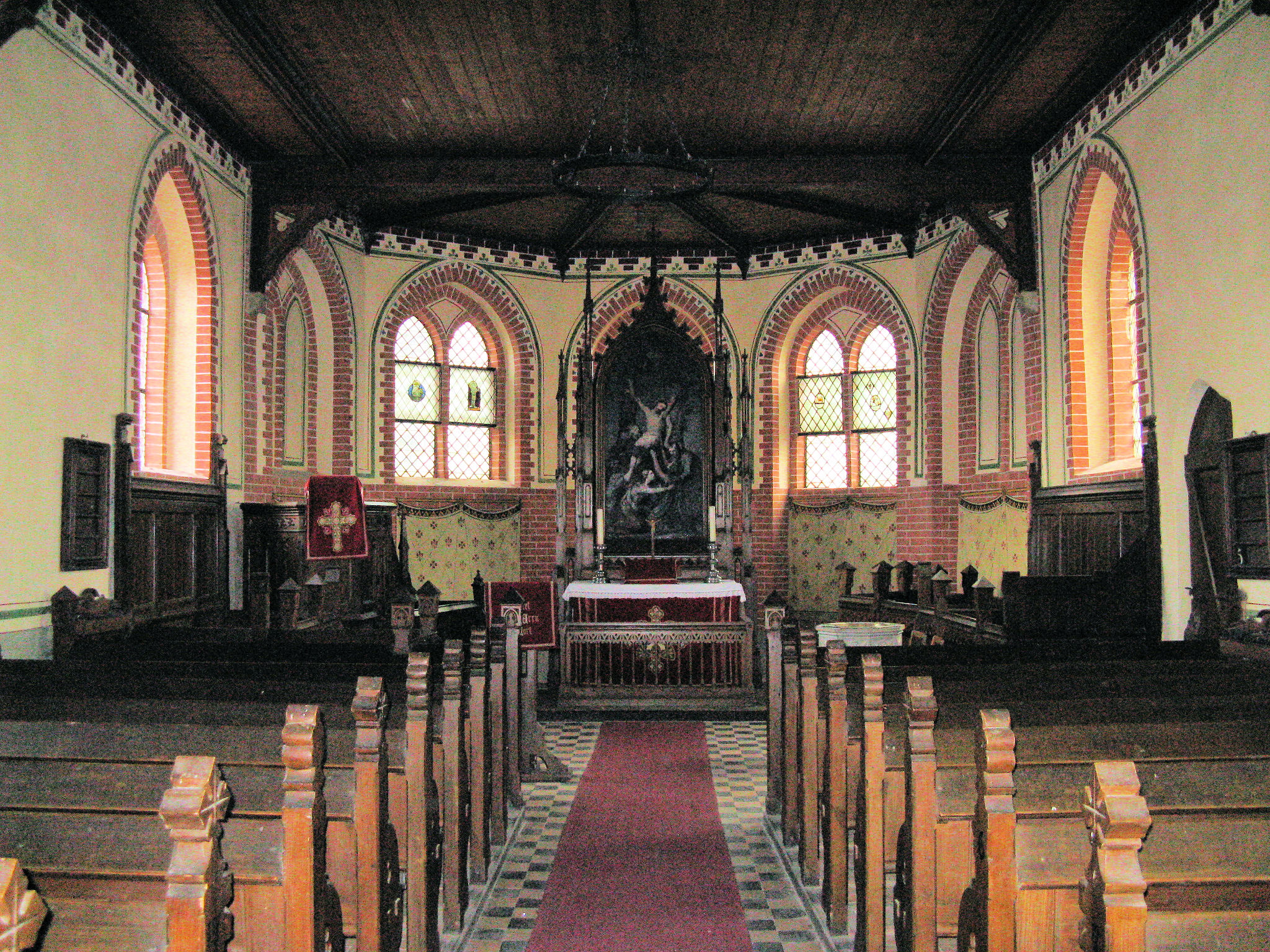
Blick auf den Chorraum

Die evangelisch-lutherische Dorfkirche Bäbelin ist ein denkmalgeschütztes Kirchengebäude in Bäbelin, einem Ortsteil von Züsow im Landkreis Nordwestmecklenburg (Mecklenburg-Vorpommern). Sie ist eine von vier Kirchen der Evangelisch-Lutherischen Kirchengemeinde Neukloster in der Propstei Wismar, Kirchenkreis Mecklenburg der Evangelisch-Lutherischen Kirche in Norddeutschland.

## Geschichte und Architektur
Fürst Johann I. von Mecklenburg verlieh dem Bischof Brunward von Schwerin am 11. Februar 1232 zehn Hufen in Bäbelin und 21. Mai 1236 verlieh der Bischof dann dem Kloster Sonnenkamp zu Neukloster das ganze Dorf Döbelin. Seit dieser Zeit ist Bäbelin Klosterdorf geblieben, bis es Mitte des 16. Jahrhunderts in den Domanialverband des Amtes Neukloster eintrat und ab 1568 Filialkirche zu Neukloster war.
Die Bäbeliner Kirche, erbaut im 15. Jahrhundert, ist ein kleiner zweijochiger Saalbau. Teile des Mauerwerks sind aus Feldstein, Fenster- und Türgewände, Strebepfeiler und einige verbindende Flächen aus Backstein. Das Fundament ist in Feldstein ausgeführt. Der Chor im Osten schließt fünfseitig, er ist aus einem Zwölfeck abgeleitet. Die Stützpfeiler sind schlicht gehalten. Das südliche Rücksprungportal zeigt abgefaste Kanten. Der Innenraum der Kirche ist mit einer flachen Balken- und Bretterdecke überspannt.
Von 1995 bis 1996 hat eine umfangreiche Restaurierung der Kirche stattgefunden, wofür u. a. auch Mitteln der EU und der Deutschen Stiftung Denkmalschutz bereitgestellt wurden. Der Landesbischof Hermann Beste weihte die Kirche am 6. Oktober 1996 wieder ein.

### Turm
Der Vorgängerturm wurde 1872 vollständig abgebrochen und durch den querrechteckigen Westturm in Form eines Vorbaus ersetzt. Das Untergeschoss ist in Feldstein, das niedrige blendengegliederte Obergeschoss in Backstein ausgeführt. Das quergestellte Satteldach ist mit einem verschieferten Dachreiter bekrönt.

### Ausstattung
Die einheitliche neugotische Holzausstattung stammt aus der Zeit um 1872.
- Das Altargemälde von 1860 mit Kreuzabnahme ist eine Arbeit von Gaston Lenthe.[4] Es war ein Geschenk des Großherzogs Friedrich Franz II.
- Die kleinen Glasmalereien in zwei Fenstern wurden Anfang des 15. Jahrhunderts angefertigt und zeigen Christus mit Dornenkranz als Schmerzensmann und die Heilige Katharina mit Schwert und Rad. Die Buntglasfenster wurden 1977 restauriert und ergänzt.
- Auf den vier Kabinettscheiben aus der zweiten Hälfte des 17. Jahrhunderts befinden sich Bauerndarstellungen mit einem am Rad arbeitenden Rademacher, Bauern mit Dreschflegeln und Gabeln und einem Bauer mit Kornähren in der Hand.
- Die Taufschale aus Messing wurde 1872 gefertigt.
- Von den drei Zinnleuchtern des 18. Jahrhunderts ist einer mit 1726 datiert.
- Die noch vorhandene Glocke wurde laut Inschrift in der Zeit unter König Friedrich I von Schweden 1723 von Michael Begun aus Friedland in Mecklenburg gegossen.